# Pluchea sagittalis
Pluchea sagittalis es una especie de la familia de las Asteraceae. Es también llamada “lucera”, “lusera”, “yerba del lucero”, “lucero”, “quitoc”, o “quitoco”.

## Hábitat y Distribución
Propia de suelos húmedos, pajonales, cercanías de ríos, arroyos, etc. Su rango natural comprende Bolivia, sur de Brasil, Paraguay, Uruguay y Argentina; aunque se ha extendido como maleza del arroz a otros estados americanos, como el sur de Estados Unidos.

## Descripción botánica
Es una planta herbácea y perenne, de 0,5 a 2 m de altura, con tallos erectos y ramificados. Se reproduce por medio de semillas. 
Las hojas son simples, sésiles, alternas, decurrentes, de 8 a 15 cm de largo y 2 a 6 cm de ancho, con bordes aserrados y pubescentes. El tallo es erecto, ramificado y con expansiones (alas) prominentes. Las flores están representadas por capítulos blanquecinos o rosados, aplanados, de forma discoidal, con pedúnculos pubescentes.

## Usos
Es una planta empleada popularmente con fines medicinales, atribuyéndole principalmente propiedades digestivas, pero también sedantes, como infusión o agregándola al mate. En la provincia argentina de Entre Ríos se usaba para la fabricación de un aperitivo digestivo de marca "Lusera".